# Telleson
Telleson (fl. XIX-XX secolo) è stato un calciatore britannico, di ruolo attaccante.

## Carriera
Calciatore britannico di cui è ignoto il nome, militò nel Genoa nella stagione 1910-1911. Con i genoani ottenne il quinto posto della classifica finale del Torneo Maggiore.